# Filippo Filippi
Filippo Filippi (Vicenza, 13 gennaio 1830 – Milano, 25 giugno 1887) è stato un critico musicale e compositore italiano.

## Biografia
A partire dagli 1860, è stato un famoso e influente critico musicale italiano. Aperto alle nuove tendenze, fu vicino all'ambiente della scapigliatura milanese e in particolare ad Arrigo Boito e Franco Faccio. Seguace del dramma musicale wagneriano, che all'epoca cominciava a raggiungere i teatri italiani, fu al tempo stesso un grande ammiratore di Verdi.
Fu direttore della Gazzetta Musicale di Milano, il periodico di Casa Ricordi, dal 1860 al 1862, e critico musicale di numerose testate, tra cui in particolare La Perseveranza, il quotidiano che tenne a battesimo nel 1859 e su cui scrisse fino agli ultimi giorni di vita.
Come compositore, pubblicò per gli editori Lucca e Ricordi numerosi pezzi per pianoforte e romanze da salotto di gusto sorprendentemente tradizionale, se messe a confronto con l'avvenirismo di cui si fece paladino nei panni del critico musicale.
Riposa al Cimitero Monumentale di Milano in una tomba abbellita da un busto in bronzo dello scultore Medardo Rosso (1889).

## Le "lettere egiziane" sulla prima assoluta di Aida al Cairo.
Nel 1871 il Viceré d'Egitto, Ismail Pacha, invita Filippi al Cairo per assistere alla prima assoluta dell'opera da lui commissionata a Verdi, Aida.
Nel corso del viaggio e poi della permanenza in Egitto, Filippi scrive un vero e proprio reportage di viaggio in 7 puntate che invia via posta a La Perseveranza  e che sono pubblicate con il titolo di "Lettere Egiziane" nell'appendice del giornale nel corso del mese di gennaio 1872 e successivamente raccolte nel volume "Musica e Musicisti" (1876).
Le "Lettere Egiziane" di Filippi costituiscono oggi il più importante e dettagliato resoconto delle prove e della prima di Aida al Cairo oltre ad intrattenere il lettore con un diario di viaggio ricco di aneddoti e di notizie di prima mano sulla produzione dell'opera da parte del Teatro Khediviale del Cairo.
| Lettera            | luogo e data                | data di pubblicazione   | Soggetto | link |
| ------------------ | --------------------------- | ----------------------- | --- | ---- |
| I                  | 27 dicembre 1871            | Musica e Musicisti 1876 | Viaggio da Bologna ad Alessandria d'Egitto. |      |
| II                 | Alessandria, 16 dicembre    | 4 gennaio 1872          | Molta curiosità per la rappresentazione al Cairo di «Aida», stimato un costo di 700.000 franchi. Archeologo Auguste Mariette (nominato bey) è supervisore di scene e costumi.                                       |      |
| III                | Cairo, 22, 25 dicembre 1871 | 5 gennaio 1872          | Teatro del Cairo: prova generale di Aida (23 dicembre 1871); prima rappresentazione di «Aida», grande successo (24 dicembre 1871). Citata analisi dell'opera (Filippi) pubblicata sull'«Avvenire d'Egitto».         |      |
| IV                 | Cairo, 27 dicembre          | 12 gennaio 1872         | Notizie sul Teatro del Cairo: impresario, compensi, organizzazione. Notizie sulla genesi del soggetto per «Aida». Prova generale di «Aida» (23 dicembre 1871); prima rappresentazione di «Aida» (24 dicembre 1871). |      |
| V                  | Cairo, 29 dicembre          | 13 gennaio 1872         | Teatro del Cairo (23 dicembre 1871): «Aida», prova generale; (24 dicembre 1871): prima rappresentazione. Resoconto dettagliato della serata.                                                                        |      |
| V (Contin. e fine) | Cairo, 29 dicembre          | 14 gennaio 1872         | prima rappresentazione «Aida». Resoconto dettagliato di costumi e scene. |      |
| VI                 | Cairo, 3 gennaio            | 17 gennaio 1872         | Incontro di Filippi con il viceré d'Egitto. Scambiate opinioni su Verdi e Aida. |      |

Filippi, già abituato a recarsi in giro per l'Europa per raccontare ai suoi lettori i più importanti eventi culturali dell'epoca, accetta l'invito del Viceré d'Egitto con entusiasmo e scrive immediatamente a Verdi per informarlo e per mettersi a disposizione del compositore e dell'editore Ricordi nel corso della sua permanenza in Egitto. Verdi non accoglie bene la notizia perché capisce che la recensione dal Cairo giungerebbe in Italia settimane prima della prima dell'opera alla Scala di Milano creando un effetto di réclame inaccettabile.
"Eg Sig Filippi,
Le sembrerà strano, ben strano, quanto stò per dirle, ma perdoni se non posso tacerle tutte le impressioni dell'animo mio.
Ella al Cairo? ... È questa una delle più potenti réclames che si potessero immaginare per Aida!.. A me pare che l'arte in questo modo non sia più arte, ma un mestiere, una partita di piacere, una caccia, una cosa qualunque a cui si corre dietro, a cui si vuol dare, se non il successo, almeno la notorietà ad ogni costo! Il sentimento che io ne provo è quello de disgusto e dell'umiliazione! - Io rammento sempre con gioja i miei primi tempi in cui senza quasi, un amico, senza che alcuno parlasse di me, senza preparativi, senza influenza di sorta, io mi presentavo al pubblico colle mie opere pronto a ricevere le fucilate, e felicissimo se poteva riescire a destare qualche impressione favorevole. - Ora quale apparato per un'opera!!! … Giornalisti, Artisti, Coristi, Direttori, Professori et. et... Tutti devono portare la loro pietra all'edifizio della réclame, e formare così una cornice di piccole miserie, che non aggiungono nulla al merito di un'opera, anzi ne offuscano il valore reale (se ne ha) Ciò è deplorabile …. profondamente deplorabile!!! "